# Xanthorhoe colorata
Xanthorhoe colorata là một loài bướm đêm trong họ Geometridae.